# Мірослав Грох
Мірослав Грох (чеськ. Miroslav Hroch; нар. 14 червня 1932, Прага) — чеський історик і політичний теоретик, професор Карлового університету в Празі.

## Вибрані публікації
- Social Preconditions of National Revival in Europe (1985, 2000) // Соціальні передумови національного відродження в Європі
- Evropská národní hnutí v 19. století (1986) // Європейські національні рухи ХІХ століття
- Die Entstehung der Nationalbewegungen in Europa (1750—1849) (1993) // Поява національних рухів у Європі
- Na prahu národní existence (1999) // На порозі національного існування
- In the National Interest. Demands and goals of European national movements of the nineteenth century: a comparative perspective (2000) // Національний інтерес. Вимоги та цілі європейських національних рухів XIX століття: порівняльна перспектива
- Ethnonationalismus — eine ostmitteleuropäische Erfindung? (2004) // Етнонаціоналізм — винахід Центрально-Східної Європи?
- Das Europa der Nationen (2005) // Європа Націй[6].